# Adele Blood
Adele Blood (ur. 23 kwietnia 1886 w San Francisco, zm. 13 września 1936 w Harrison) – amerykańska aktorka, której kariera zaczęła się w czasach kina niemego.